# Ilex casiquiarensis
Ilex casiquiarensis är en järneksväxtart som beskrevs av Ludwig Eduard Loesener. Ilex casiquiarensis ingår i släktet järnekar, och familjen järneksväxter. Inga underarter finns listade i Catalogue of Life.